# Ivan Aksakov
Pour les articles homonymes, voir Aksakov.
 (août 2009).
Si vous disposez d'ouvrages ou d'articles de référence ou si vous connaissez des sites web de qualité traitant du thème abordé ici, merci de compléter l'article en donnant les références utiles à sa vérifiabilité et en les liant à la section « Notes et références ».
Ivan Sergueïevitch Aksakov (en russe : Иван Сергеевич Аксаков), né le 26 septembre 1823 (8 octobre dans le calendrier grégorien) près d'Oufa, mort le 27 janvier 1886 (8 février dans le calendrier grégorien) à Moscou, est un homme de lettres russe fondateur du mouvement slavophile. Il était le fils de Sergueï Aksakov et le frère cadet de Constantin Aksakov.

## Biographie
Il naquit et vécut les dix premières années de sa vie au domaine familial de Nadejdino, dans le gouvernement d'Orenbourg.
En 1842, il sortit de l'École de Droit de Saint-Pétersbourg (où Tchaïkovski fut élève) et entra au Sénat de Moscou en tant que fonctionnaire impérial. Il fit ensuite des tentatives (à Kalouga notamment) de s'intéresser au service de l'État en province, mais finalement demanda à être nommé à la chancellerie des Affaires intérieures. En 1848, il fut envoyé en mission en Bessarabie pour s'occuper de dissidents, puis à Iaroslavl pour la révision du code municipal, mais en 1852, il donna sa démission et se consacra totalement à sa carrière de journaliste.
Rapidement, il atteint une grande renommée, mais suscite aussi beaucoup d'inimitié. Il doit aussi subir des tracas de la part de la censure impériale, tant et si bien qu'il accepte la proposition de la Société de Géographie de partir en expédition pour la Petite Russie (majeure partie de l'Ukraine d'aujourd'hui). Il en rapporte un livre et des prix de l'Académie.
En 1855-1856 au moment de la guerre, il retourne en Bessarabie, cette fois-ci à la tête d'un régiment de la milice de Moscou, ce qui provoque une polémique avec le comte Stroganov qui avait une autre conception du commandement. Il est marqué par la défaite de la Russie et dès lors adopte une position de méfiance vis-à-vis des idées occidentales.
En 1857, à Moscou, il commence sa collaboration avec un nouveau journal Rousskaïa bessedajournal ultra-patriotique et slavophile. Frappé par les morts de son père et de son frère Constantin, il cesse un temps d'écrire, puis reprend la polémique. Il écrit dans Le Jouravec la collaboration de Samarine, autre slavophile célèbre. Il fit paraître un autre journal, Moscou, qui deviendra ensuite Le Moscovite, publié de 1857 à 1868.
À la fin des années 1860, il épouse la fille de Tiouttchev et renforce sa position dans le monde. Pendant la lutte des Serbes pour leur libération des Turcs et la guerre russo-turque de 1877-1878 qui suivit, Aksakov devient l'un des plus grands orateurs, polémistes et journalistes de son époque. Des comités en Bulgarie vont même se créer et voter pour le faire monter sur le trône de leur nouvelle principauté autonome... Pendant le Congrès de Berlin qui avait contraint la Russie à rendre des territoires, Aksakov s'époumone tant que les autorités elles-mêmes le font éloigner de Moscou. Il habitera quelques mois à Varvarino, près de Vladimir.
À partir de 1880, la parution de Rous commence, ce qui lui coûtera beaucoup d'énergie. Sa santé s'altère aussi, il a des problèmes cardiaques. Il se repose de plus en plus souvent en Crimée, et il meurt finalement à Moscou en 1886.

## Anecdotes
Une ville de Bulgarie, près de Varna sera baptisée en son nom : Aksakovo.